# 17 Rezerwowa Dywizja Piechoty (Cesarstwo Niemieckie)
17 Rezerwowa Dywizja Piechoty (niem. 17. Reserve-Division)  – związek taktyczny Armii Cesarstwa Niemieckiego. 
W sierpniu 1914 rozwinięto w Niemczech do etatów wojennych istniejące w okresie pokoju związki operacyjne (armie) i związki taktyczne. W tym też miesiącu z rekrutów, rezerwistów i ochotników znajdujących się  w korpuśnych ośrodkach szkoleniowych zorganizowano jednostki rezerwowe.

W składzie IX Rezerwowego Korpusu Armijnego została rozwinięta między innymi 17 Rezerwowa Dywizja Piechoty. W I wojnie światowej dywizja walczyła na froncie zachodnim.

## Struktura organizacyjna
Skład w sierpniu 1914:
- dowództwo dywizji
- 81 Brygada Piechoty
  - 162 pułk piechoty
  - 163 pułk piechoty
- 33 Rezerwowa Brygada Piechoty
  - 75 rezerwowy pułk piechoty
  - 76 rezerwowy pułk piechoty
- 6 rezerwowy pułk huzarów